# 专制主义
专制主义，是一種政府的形式，將統治權力集中在單一個體身上。這個個體，通常是一個擁有統治權力的個人。獨裁，或是將權力集中在一個團體的統治形式，也被認為是一種專制主義。
在專制主義下的統治者，稱為專制者。也被稱為僭主或獨裁者。

## 字源

### 歐洲起源
Despotism的英語字源，來自古希臘語：（despotes），原義為主人、擁有權力的人，跟古希臘語：（kyrios）是同義詞，也相當於是拉丁語：。在古希臘時代，最早被用來指在一個家庭中的男性最高家長，他對於家中的奴隸擁有自然權力。古希臘人也用這個單字來形容古埃及的法老統治，在亞里斯多德著作中，稱波斯大流士三世是一個（despotes）。
在1690年代，法國路易十四的政敵，以這個單字來形容路易十四擁有無限制權力的統治風格。孟德斯鳩在《論法的精神》一書中，將政府分為三者，即 democratic republics、monarchies 與 despotisms。在孟德斯鳩的著作中，君主制（monarchies）是由法律給與政治權力，也由法律限制權力的君主制，這主要用於描述歐洲的君主。依照元首個人的意志進行獨裁極權統治，不受法律限制，稱為专制主义（despotisms）。
這個單字之後傳入英國，成為 despotism，在此時，它主要用來形容君主擁有絕對權力。在這種制度下，君主之下的所有人，都是君主的奴僕與奴隸。與絕對君主制是同義語。在18世紀時進而出現開明專制（enlightened despotism）這個名詞。
在19世紀後，歐洲學界將霍布斯等人對國家主權屬於絕對、單一、不可分割、轉讓、不能被限制的看法，稱為絕對主義（absolutism）。同時，對絕對君主制（absolute monarchy）與君主專制（despotism）這兩個術語，發展出區別。絕對君主制（absolute monarchy）主要使用於歐洲近代史的君主制，而君主專制（despotism）則使用於亞洲等東方社會的君主制。如馬克思、恩格斯在《共產主義宣言》、《家庭、國家和私有制的起源》中，討論歐洲時，就使用德語：、英語：，而《不列顛在印度统治》中就使用德語：、英語：。

### 漢語翻譯
在中國古代已有專制這個用語，但是通常是作為動詞，控制或決定之意，未形成專門名詞，而且專制兩字連用時，主要使用在形容臣下侵奪國君權力。
1866年，福澤諭吉譯《西洋事情》，將 despot 意譯為立君獨裁。1872年，中村正直將约翰·斯图尔特·密尔的《論自由》譯為《自由之理》，將 despotism 意譯為霸政。1876年，何禮之將孟德斯鳩《論法的精神》的英譯本譯為日文《萬法精理》，首次將 despotism 譯為專制政治、專制。
1899年4月20日，梁啟超在《清議報》上發表譯作《各國憲法異同論》，引用何禮之的譯法，提出專制政體一詞。同時將 monarchies 譯為立憲君主，而 despot 譯為專制君主。同年12月13日，梁啟超在《清議報》發表〈蒙的斯鳩之學說〉，將何禮之日譯本中的三大類別，譯為專制政體（despotisms）、立君政體（monarchies）與共和政體（democratic republics）。1901年，梁啟超發表〈立憲法議〉，稱專制政體為君主有無限權力的政體。。1902年《譯書匯編》第1卷第1期，開始譯出何禮之《萬法精理》。其中將專制政治（despotisms）定義為，君主一人有無限權威。專制、專制君主、君權專制或君主專制這些術語開始在中國流行。
但是跟在日语中的情況类似，這些名詞在汉语中被认为是近义词，具体對應到 absolute monarchy 还是 despotism，一直没有定论。。蕭公權認為，專制這個譯名為意譯，可以被對應到專制主義，絕對君主制或獨裁等。

## 专制主义理论
13世纪，托马斯·阿奎纳提出“君权神圣”论。阿奎纳认为君主政体是各种政体中最好的。
17世纪初，英国国王詹姆士一世提出君权神授理论。1598年，写成《自由君主制的真正法律》（The True Law of Free Monarchies）一书，在书中宣称君主由上帝直接任命，否认羅馬教會教皇的权威。1603年出版《神权》一書，宣扬国民绝对服从国王的理論。
馬克思和卡尔·魏特夫曾提出東方專制主義（oriental despotism）。
亞歷西斯·托克維爾曾提出柔性專制主義（soft despotism）。